# Con te partirò
«Con te partirò» ([kon ˈte partiˈrɔ]; italiano, "Contigo partiré") es una canción del género classical crossover u ópera-pop italiana, escrita por Francesco Sartori y Lucio Quarantotto. La cantó Andrea Bocelli en el Festival de San Remo de 1995, quedó en cuarto lugar, y la incluyó en su álbum de ese año titulado Bocelli, considerándose una de las canciones más famosas del intérprete italiano.

## La canción en otros idiomas
La canción ha logrado éxito con una segunda versión, en inglés, de Andrea Bocelli acompañado por la soprano británica Sarah Brightman, titulada "Time to Say Goodbye". Desde su salida, la canción ha dado lugar a muchas otras versiones por muchas cantantes del mismo género como Hayley Westenra y Katherine Jenkins junto a Bocelli.
Otras versiones notables son "Por ti volaré", una versión en español con letras muy modificadas, y "I Will Go With You", un baile remix realizado por Donna Summer. 
En 2008 el dúo pop danés The Loft lanzó su sencillo "Kiss you goodbye" sobre la base de "Con te partirò" o "Time to Say Goodbye" y que contienen muestras de las versiones originales. Se hizo una re-publicación del famoso dueto entre Bocelli y Sarah Brightman en el disco lanzado en 2007 Vivere: The Best of Andrea Bocelli.
Las versiones han llegado también desde el continente africano. El senegalés Pape Diouf triunfó en 2004 en su país con Partir, su particular adaptación de esta canción con ritmo mbalax y gran parte de la letra cantada en wolof, aunque adaptada al tema de la emigración de los africanos a Europa, el sueño de obtener un visado y un trabajo, etc. La primera versión en estudio se encuentra en el disco del mismo título, editada en 2004 por el sello senegalés Jololi, propiedad de Youssou N'Dour.
En 2011 el cuarteto de ópera-pop Il Divo interpretó esta canción a cuatro voces, con sus integrantes Urs Bühler, Sébastien Izambard, Carlos Marín y David Miller, y se incluyó en su disco Wicked Game.

## Historia
El sencillo de Polydor Records no fue exitoso en Italia, y recibió poco rating de radio. En otros lugares, sin embargo, tuvo enorme repercusión. En Francia, el sencillo encabezó las listas durante seis semanas, ganó un triple de oro de venta de adjudicación. En Bélgica, se convirtió en el mayor éxito de todos los tiempos, durando doce semanas en el n.º 1. 
En Alemania, East West Records, en colaboración con Polydor, comercializaron una versión de "Con te partirò", retitulada "Time to say goodbye", y con algunos cambios de letras, como la canción para el combate final de boxeador Henry Maske (entonces campeón del peso semipesado de la Federación Internacional de Boxeo), después de haber visto el éxito anterior cuando Vangelis "Conquest of paradise" también fue promovido a través de los combates de Maske. "Time to say goodbye" también se convirtió en un dúo con Sarah Brightman, quien había interpretado "Una cuestión de honor" en uno de los combates anteriores de Maske. El Productor alemán Frank Peterson, que ha trabajado con Brightman desde 1991, optó por dar a la canción un título de inglés, en lugar del alemán "Mit dir werde ich fortgehen". La grabación se llevó a cabo en Nemo y Dori Peterson's Studio, en Hamburgo. El combate tuvo lugar el 23 de noviembre de 1996, enfrentando a Maske contra el americano Virgil Hill, y señaló una audiencia televisiva de más de 21 millones. Bocelli y Brightman interpretaron la canción para abrir el combate, y se utilizó de nuevo durante la salida de Maske.
Al mes de diciembre, el sencillo "Time to say goodbye", publicado por East West, alcanzó el número uno en el cuadro alemán de sencillos, con ventas estimadas en 40.000-60.000 al día y proyecciones de al menos un millón de unidades antes de finalizar el año. Ambos cantantes de los respectivos álbumes también recibieron impulso en sus ventas. El rating en emisoras de radio alemanas como Norddeutscher Rundfunk fue bien recibido por los oyentes. En febrero siguiente, el tema rompió todos los récords de ventas en Alemania con 1,65 millones de ventas, y llegó a más de 3 millones de copias vendidas. También se convirtió en el más comprado en Bélgica.
"Con te partirò" llegó a número dos en el United Kingdom Singles Chart en el momento de su producción en mayo de 1997, y fue certificado con disco de oro. Se mantuvo en el top 30 durante otros dos meses, ayudado por el constante rating en la BBC Radio 2, que se apoderaba de Radio 1 en popularidad con una MOR orientado a lista de reproducción.
El 24 de julio de 2011, "Con te partirò" fue usado por una estación de televisión en Hokkaidō (Hokkaido Television Broadcasting, una afiliada con la red de TV Asahi) como el apagón analógico de Japón; en ese país, todas las estaciones de televisión deben transmitir un boletín por 12 horas después de la cesación de programación habitual en la señal analógica. La canción fue reemplazada por música instrumental después de algún tiempo debido a una regla que establece que el anuncio de la terminación de la radiodifusión analógica necesita ser audible.

## Versiones
El dúo se incluyó en 1997 en el álbum Timeless, retitulado como "Time to say goodbye" en los EE. UU. La canción se incluyó del álbum. Sarah Brightman ha grabado también una versión en solitario, incluida en el álbum "Classics" de 2001

### Versión de Twenty One Pilots
Tyler Joseph compuso una canción estilo pop-hiphop en 2010 para la banda estadounidense Twenty One Pilots a base de la canción Time to say goodbye

### Versión de Il Divo
El cuarteto musical Il Divo compuesto por el suizo Urs Bühler, el español Carlos Marín, el estadounidense David Miller y el francés Sébastien Izambard, quienes versionaron a cuatro voces melódicas el tema, incluido en su álbum Wicked Game de 2011. En el CD, la canción fue grabada en italiano, pero en los conciertos el estribillo lo cantan en inglés.

### Versión de Celtic Woman
El conjunto musical irlandés Celtic Woman grabó este tema para su undécimo álbum de estudio «Celtic Woman: Voices of Angels» estrenado en noviembre de 2016.

## Certificaciones
| País        | Certificación | Fecha               | Ventas certificadas |
| ----------- | ------------- | ------------------- | ------------------- |
| Austria     | Platino       | 18 de marzo de 1997 | 30 000              |
| Alemania    | 11 x Oro      | 1998                | 2 750 000           |
| Suiza       | 2 x Platino   | 1997                | 100 000             |
| Reino Unido | Oro           | 1997                | 400 000             |

## Lista de éxitos
| Lista de éxito (1996/97)         | Máxima posición |
| -------------------------------- | --------------- |
| Dutch Mega Top 100               | 18              |
| Belgian (Flanders) Singles Chart | 1               |
| Belgian (Wallonia) Singles Chart | 1               |
| French SNEP Singles Chart        | 1               |
| Lista (2007)                     | Máxima posición |
| UK Singles Chart                 | 69              |

| Chart (1997)              | Peak position |
| ------------------------- | ------------- |
| Austrian Singles Chart    | 1             |
| Dutch Mega Top 100        | 5             |
| French SNEP Singles Chart | 25            |
| German Singles Chart      | 1             |
| Irish Singles Chart       | 1             |
| Swedish Singles Chart     | 31            |
| Swiss Singles Chart       | 1             |
| UK Singles Chart          | 2             |